# Błędowo (powiat wąbrzeski)
Błędowo (łac. Blandov, niem. Blandau) – wieś (468 mieszkańców: III 2011 r.) położona w województwie kujawsko-pomorskim, w powiecie wąbrzeskim, w gminie Płużnica. Przez wieś przechodzi droga wojewódzka nr 543.

## Historia
Pierwsze wzmianki źródłowe o Błędowie pochodzą z roku 1320 i mówią o kościele parafialnym Św. Michała Anioła i plebanie o imieniu Mikołaj.
Do 1949 roku miejscowość była siedzibą gminy Błędowo. W latach 1954–1971 wieś należała i była siedzibą władz gromady Błędowo, po jej zniesieniu w gromadzie Płużnica. W latach 1975–1998 miejscowość należała administracyjnie do województwa toruńskiego.

## Zabytki

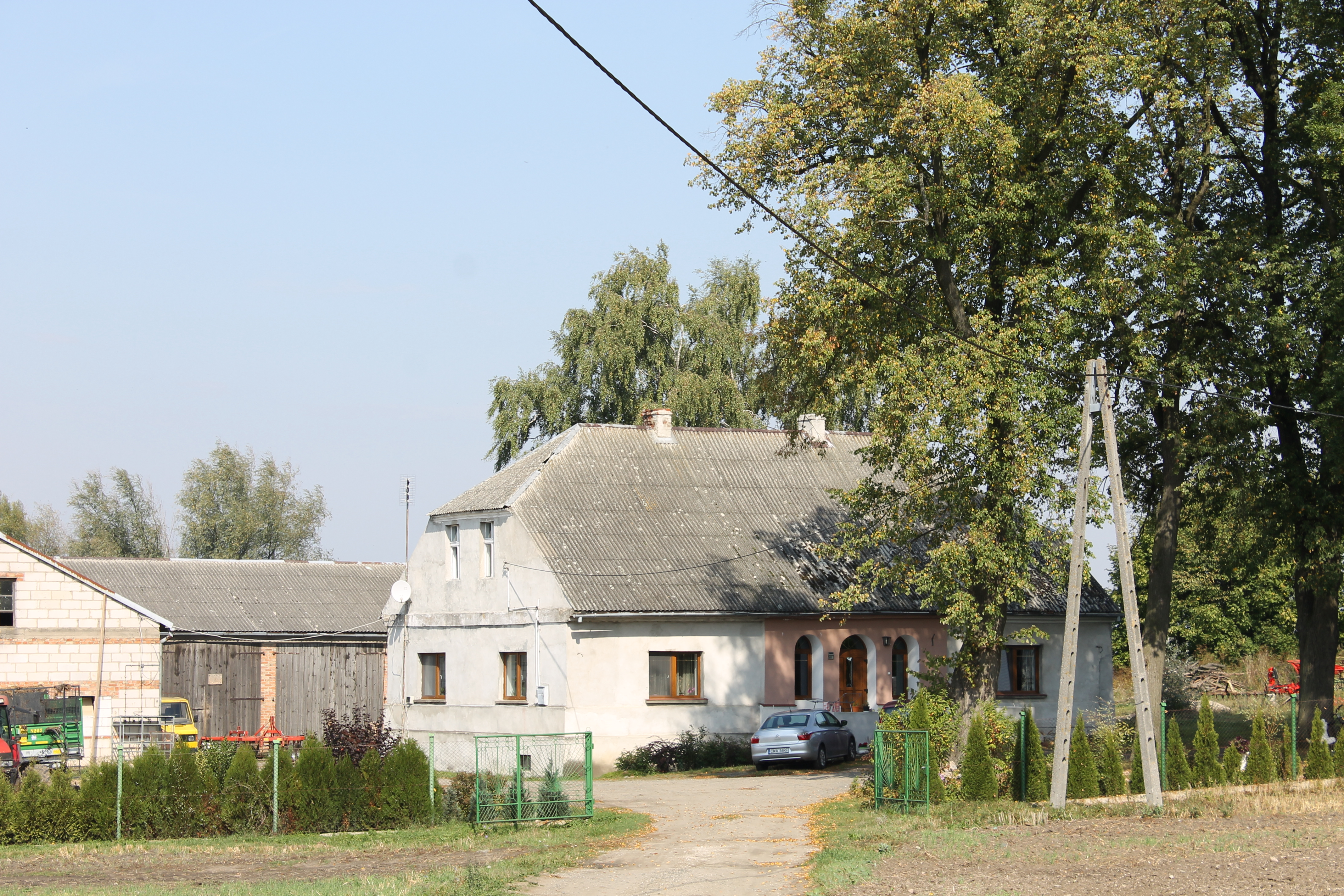
Dwór

Według rejestru zabytków NID na listę zabytków wpisane są:
- kościół parafialny pw. św. Michała Archanioła, początek XIV w., lata: 1923-1924, nr rej.: A/119 z 15.12.2003
- cmentarz kościelny, nr rej.: j.w.
- zespół dworski, 1. połowa XIX w., nr rej.: A/9/154 z 29.04.1966:
  - dwór
  - 2 oficyny
  - zajazd (nie istnieje?)
  - browar.

Kościół wzniesiony został jeszcze przez Krzyżaków na początku XIV w.  Po pożarze w 1923 r. budowla zyskała całkowicie nową bryłę zbudowaną wszakże na dawnych, kamiennych fundamentach.
Dworek, zabytkowa kuźnia oraz budynek dawnego browaru, służący swego czasu także za gospodę, dziś częściowo popadły w ruinę, częściowo zaś wykorzystane są jako dom mieszkalny. Z dawnego dworskiego założenia ogrodowego zachowało się kilkanaście drzew, w tym dąb szypułkowy, posadzony w 1902 r. na cześć kanclerza Bismarcka.
Zachowała się kronika szkoły ewangelickiej, dokumentująca wydarzenia z lat 1892–1920, pisana przez nauczyciela Paula Daniela von Snarskiego, oraz kroniki szkolne z lat 1920–1939 i 1945 - 1954.